# Harry Marker
Pour les articles homonymes, voir Marker.
Harry Marker (né William Harry Marker Jr. le 7 octobre 1899 à Tipton (Indiana) - mort le 18 octobre 1990 à New Milford (Connecticut)) est un monteur américain. Au cours de ses 45 ans de carrière, il a travaillé sur une centaine d’œuvres. En 1946, il est nommé pour l'Oscar du meilleur montage pour le film Les Cloches de Sainte-Marie.

## Biographie
Marker commence à travailler comme monteur à l'âge de 17 ans, au cours de la période du cinéma muet. Son premier film est Selfish Yates (en). Il produira une quinzaine de films muets, dont The Jailbird (en) (1920), réalisé par Lloyd Ingraham et mettant en vedette Douglas MacLean, Silk Hosiery, réalisé par Fred Niblo et mettant en vedette Enid Bennett, Le Détective improvisé (1920), une comédie réalisée par Jack Nelson et mettant en vedette Douglas MacLean, le western The Border Patrol (1928), mettant en vedette Harry Carey et réalisé par James Patrick Hogan et Burning Bridges (1928), toujours avec Carey et Hogan.
Au cours de l'ère sonore, Marker travaille sur des œuvres telles la comédie romantique The Love Trap (1929) réalisée par William Wyler et mettant en vedette Laura La Plante, le western Hell's Heroes (1930), tiré du roman The Three Godfathers de Peter B. Kyne (en), East Is West (1932), mettant en vedette Lupe Vélez, Lew Ayres et Edward G. Robinson, Le Dernier des Mohicans (1936), réalisé par George B. Seitz et mettant en vedette Randolph Scott, Binnie Barnes, et Henry Wilcoxon, The Saint in New York (1938), qui marque la première apparition de Simon Templar et Quels seront les cinq ?, réalisé par John Farrow et mettant en vedette Chester Morris et Lucille Ball.
Marker continue son travail au cours des années 1940 et 1950, participant à des œuvres telles L'Inconnu du troisième étage (1940), un film noir mettant en vedette Peter Lorre, A Bill of Divorcement (1940), mettant en vedette Maureen O'Hara et Adolphe Menjou, réalisé par John Farrow, la comédie romantique Cross-Country Romance (en), mettant en vedette Gene Raymond et Wendy Barrie, Play Girl (1941), une autre comédie romantique mettant en vedette Kay Francis, A Date with the Falcon (en) et The Falcon Takes Over (en) (1942), mettant en vedette George Sanders,, la comédie The Adventures of a Rookie (en), mettant en vedette Wally Brown (en) et Alan Carney, la comédie musicale Music in Manhattan, mettant en vedette Anne Shirley et Deux Mains, la nuit (1945), réalisé par Robert Siodmak. 1945 marque l'apogée de la carrière de Marker, alors qu'il est nommé pour l'Oscar du meilleur montage pour The Bells of St. Mary's, mettant en vedette Bing Crosby et Ingrid Bergman. Le prix sera finalement remporté par Robert Kern pour Le Grand National.
En 1947, il monte Ma femme est un grand homme, réalisé par H. C. Potter et mettant en vedette Loretta Young, Joseph Cotton (en) et Ethel Barrymore. Il travaille également sur Un million clé en main (1948), réalisé par H. C. Potter et mettant en vedette Cary Grant, Myrna Loy et Melvyn Douglas, Rachel et the Stranger (1948), western mettant en vedette Loretta Young, William Holden et Robert Mitchum, La Course aux maris (1948), mettant en vedette Cary Grant et Betsy Drake et Mariage compliqué (1949), mettant en vedette Robert Mitchum et Janet Leigh.

## Filmographie
D'après la base de données de l'AFI :
- 1920 : The Jailbird (en) (crédité sous William H. Marker)
- 1920 : Froufrous de soie (Silk Hosiery) de Fred Niblo (crédité sous William H. Marker Jr.)
- 1920 : Le Détective improvisé (crédité sous William H. Marker Jr.)
- 1920 : Her Husband's Friend (en) (crédité sous H. Marker Jr.)
- 1924 : Tiger Thompson (en)
- 1928 : The Border Patrol
- 1928 : Burning Bridges
- 1928 : The Fearless Rider
- 1928 : A Made-to-Order Hero
- 1928 : The Michigan Kid
- 1928 : The Price of Fear
- 1928 : Put 'Em Up
- 1928 : Thunder Riders
- 1928 : The Wild West Show de Del Andrews
- 1929 : Un jour de veine (His Lucky Day) d'Edward F. Cline
- 1929 : Le Piège d'amour (The Love Trap)
- 1929 : The Sky Skidder
- 1929 : Slim Fingers
- 1929 : Wolves of the City
- 1930 : East Is West
- 1930 : Hell's Heroes
- 1930 : Hide-Out
- 1931 : One Man Law
- 1934 : The Secret of the Chateau
- 1935 : Rendezvous at Midnight
- 1936 : Le Dernier des Mohicans
- 1937 : Behind the Headlines
- 1937 : Flight from Glory
- 1937 : Living on Love (en)
- 1938 : Night Spot
- 1938 : Crashing Hollywood
- 1938 : Annabel Takes a Tour (en)
- 1938 : Life Returns (en)
- 1938 : Sky Giant (en)
- 1938 : The Saint in New York
- 1938 : Smashing the Rackets (en)
- 1938 : This Marriage Business (en)
- 1939 : They Made Her a Spy
- 1939 : Twelve Crowded Hours (en) (crédité sous Henry Marker )
- 1939 : Full Confession (en)
- 1939 : Pacific Liner
- 1939 : Quels seront les cinq ?
- 1939 : Sorority House
- 1939 : Reno
- 1940 : L'Inconnu du troisième étage (Stranger on the Third Floor) de Boris Ingster
- 1940 : Curtain Call
- 1940 : Cross-Country Romance (en)
- 1940 : Married et in Love
- 1940 : Wagon Train
- 1940 :A Bill of Divorcement
- 1941 : Lady Scarface
- 1941 : Play Girl
- 1941 : Repent at Leisure (en)
- 1942 : A Date with the Falcon (en)
- 1942 : The Falcon Takes Over (en)
- 1942 : Highways by Night (en)
- 1942 : Mexican Spitfire's Elephant (en)
- 1943 : Ladies' Day (en) de Leslie Goodwins
- 1943 : Mexican Spitfire's Blessed Event (en)
- 1943 : Petticoat Larceny
- 1943 : Rookies in Burma (en)
- 1943 : The Adventures of a Rookie (en)
- 1944 : Sérénade américaine (Music in Manhattan)
- 1944 : Mon ami le loup (My Pal Wolf) d'Alfred L. Werker
- 1944 : Sept Jours à terre (Seven Days Ashore)
- 1945 : Les Cloches de Sainte-Marie
- 1945 : Pan-Americana
- 1945 : Sing Your Way Home
- 1946 : Deux Mains, la nuit
- 1947 : Ma femme est un grand homme
- 1947 : A Likely Story (en)
- 1948 : La Chanson des ténèbres
- 1948 : La Course aux maris
- 1948 : Un million clé en main
- 1948 : Rachel et the Stranger
- 1949 : Mariage compliqué
- 1950 : Fureur secrète
- 1951 : Une veine de...
- 1951 : L'Ambitieuse
- 1951 : Les Coulisses de Broadway
- 1953 : Les Pillards de Mexico
- 1954 : Suzanne découche
- 1955 : Rendez-vous sur l'Amazone
- 1955 : Les Rôdeurs de l'aube
- 1955 : Le Trésor de Pancho Villa
- 1956 : Le Bébé de Mademoiselle (Bundle of Joy)
- 1956 : L'Or et l'Amour
- 1956 : Tension à Rock City
- 1957 : Jet Pilot
- 1958 : Une fille qui promet (The Girl Most Likely)
- 1958 : Thunder Road
- 1964 : Voice of the Hurricane